# Chelonus aciculatus
Chelonus aciculatus är en stekelart som beskrevs av Mccomb 1968. Chelonus aciculatus ingår i släktet Chelonus och familjen bracksteklar. Inga underarter finns listade i Catalogue of Life.